# Okres Jászapáti
Okres Jászapáti (maďarsky Jászapáti járás) je jedním z devíti okresů maďarské župy Jász-Nagykun-Szolnok. Jeho centrem je město Jászapáti.

## Sídla
V okrese se nachází celkem 9 měst a obcí.
Města
- Jászapáti
- Jászkisér

Městyse
- Jászladány

Obce
- Alattyán
- Jánoshida
- Jászalsószentgyörgy
- Jászdózsa
- Jászivány
- Jászszentandrás